# Castello di Bottmingen
Il castello di Bottmingen (Schloss Bottmingen) è un castello con fossato nel comune di Bottmingen, a sud di Basilea, Svizzera.

## Storia
Il castello, costruito nel XIII secolo, è uno dei pochi castelli con fossato rimasti in Svizzera. Fu menzionato per la prima volta nel 1363 come proprietà dei ciambellani, una famiglia episcopale di nobili che si presume l'abbia costruita.
Nonostante lo stile barocco, il carattere medievale è riconoscibile soprattutto dalla pianta della struttura. A differenza dei castelli con fossato del castello di Hallwyl o di Hagenwil, al castello manca il mastio. Ciò si traduce in un rapporto con il castello di tipo borgognonese e savoiardo con una piazza rinforzata da una torre. Nel 1720 Johannes Deucher trasformò il castello di Bottmingen in una residenza di campagna del primo barocco francese, quasi completamente conservata. Oltre all'architettura esterna, anche la scala testimonia questo stile architettonico. Sotto Martin Wenk, nel 1780 prevaleva lo stile rococò, come si può vedere nel prezioso stucco della sala di pietra. Wenk ha anche fatto rimuovere l'angolo a sud-est fino al livello del cortile. Oggi funge da terrazza giardino. Il castello ospita un ristorante.